# Amt Warin

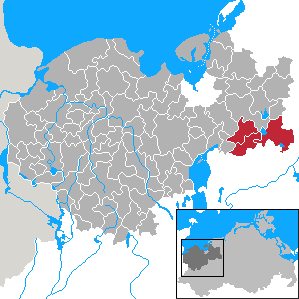
Amt Warin im Landkreis Nordwestmecklenburg

Im Amt Warin im Landkreis Nordwestmecklenburg in Mecklenburg-Vorpommern mit Sitz in der Stadt Warin waren die vier Gemeinden Bibow, Groß Labenz, Jesendorf und Warin zur Erledigung ihrer Verwaltungsgeschäfte zusammengeschlossen. Aus der Gemeinde Ventschow (damals im Amt Bad Kleinen) wurden am 1. Juni 1992 die Ortsteile Dämelow und Neuhof in die Gemeinde Bibow eingegliedert. Am 1. Januar 2004 wurde die vormals selbständige Gemeinde Groß Labenz nach Warin eingemeindet. Das Amt bestand nur wenige Jahre und wurde am 1. Januar 2005 aufgelöst. Alle amtsangehörigen Gemeinden wurden zusammen mit den Gemeinden des Amtes Neukloster in das neue Amt Neukloster-Warin überführt.